# Ковалевский, Ростислав Леонидович
Ковалевский Ростислав Леонидович (6 января 1936, Красное, Тарнопольское воеводство — 25 декабря 2020, Волгоград) — кандидат филологических наук, профессор, первый декан Волгоградского государственного университета.

## Биография
Родился 6 января 1936 года в г. Красное Львовской области. Учился в средней школе в с. Гульча Чешская Ровенской области, пройдя курс обучения за 8 лет. Поступив в Житомирский пединститут им. И. Франко на факультет иностранных языков, закончил его с отличием в 1956 году. Приступив в этом же году к работе в Мелекесском пединституте ассистентом кафедры иностранных языков, в 23 года был назначен заведующим этой кафедрой. В 1962 году начал работать в Волгоградском пединституте им. А. С. Серафимовича старшим преподавателем на кафедре немецкой филологии. Был направлен в аспирантуру при Московском пединституте им. В. И. Ленина и через год (в 1969 году) защитил кандидатскую диссертацию на тему «Словообразовательные модели интернациональных терминов с элементами греко-латинского происхождения (на материале немецкого языка)». Проработал в ВГПИ до 1980 года сначала в должности доцента, затем — заведующим кафедрой второго иностранного языка, а позже — заведующим кафедрой немецкой филологии.
В 1980 году по приглашению М. М. Загорулько перешёл работать в только что организованный Волгоградский государственный университет. Оформленный на работу в ВолГУ доцентом (переводом из ВГПИ), он стал деканом первого факультета естественных и гуманитарных наук сразу, как только туда были набраны первые 250 студентов. Позднее занимал должности декана историко-филологического, филологического факультетов и факультета романо-германской филологии.
В 1987—1989 и 1993—1995 годах работал в Вестфальском университете имени Вильгельма в должности приглашённого профессора. Там он «вёл курсы перевода, грамматики русского языка, курсы русской разговорной речи и современной русской литературы». Вернувшись из Германии, возглавил созданную в 1995 году кафедру теории и практики перевода в ВолГУ. В 1996 году получил звание профессора.
С 2010 по 2017 годы был профессором Волгоградского института управления (филиал РАНХИГС). Пилотный проект Совета Европы Языковый портфель осуществлялся при активном участии Ковалевского. Его учебные пособия по немецкому языку используются в ряде вузов и в программах обучения немецкому языку. Например, «Translation: Письменный перевод: учебное пособие» входит в качестве рекомендуемой литературы в практический курс перевода второго иностранного языка на факультете международных экономических отношений
РЭУ имени Г. В. Плеханова. А «Немецкий язык: деловые контакты = Deutsch aktuell: Geschäftskontakte: учебное пособие для студентов экономических специальностей» входит в список основной литературы в учебно-методическое обеспечение программы кандидатского экзамена по иностранному языку РГППУ. Учебное пособие «Deutsch aktuell. Spraschkompass» (2008 год), участвовавшее в конкурсе «„Лучшая книга по коммуникативным наукам и образованию“ на 2009—2010 академический год», отмечено Российской коммуникативной ассоциацией в числе победителей в номинации «Коммуникативные проблемы перевода (Communication problems in translation and interpretation)».

## Учебники
- Устный перевод: сопровождение иностранной делегации: немецкий язык: учебное пособие по переводу немецкого языка для студентов, обучающихся по направлению подготовки бакалавров «Лингвистика» / Э. Ю. Новикова, Т. Ю. Махортова, В. А. Митягина, Р. Л. Ковалевский. — Изд. 2-е, стер. — М.: Р. Валент, 2016. — ISBN 978-5-93439-518-8
- Немецкий язык: деловые контакты = Deutsch aktuell: Geschäftskontakte: учебное пособие для студентов экономических специальностей / Р. Ковалевский, Г. Майер, В. Митягина. / Серия «Высшее образование». — Ростов-на-Дону: Феникс, 2009. — ISBN 978-5-222-14797-9
- Немецкий язык. Sprachkompass = Deutsch aktuell. Sprachkompass: учебное пособие / Р. Ковалевский, Х. Майер, Э. Новикова. — Волгоград; Кёльн . 2008. — ISBN 978-5-9669-0430-2
- Translation: письменный перевод: учебное пособие / Р. Л. Ковалевский, Э. Ю. Новикова, Т. Ю. Махортова. — Волгоград: Издательство Волгоградского государственного университета. 2004. — ISBN 5-85534-939-X
- Немецкий язык. Деловые контакты = Deutsch aktuell. Geschäftskontakte: учебное пособие / Р. Ковалевский, Г. Майер, В. Митягина. — Волгоград; Кельн: Издательство Волгоградского государственного университета. 2004. — ISBN 5-85534-859-8
- Немецкий язык. Базовый курс: Учеб. пособие для студентов ВУЗов, обучающихся по лингвистическм специальностям / Р. Л. Ковалевский, Н. Л. Шамне. — Волгоград: Издательство Волгоградского государственного университета. 2001. — ISBN 5-85534-065-1
- Немецкий язык: Вводный курс / Р. Л. Ковалевский. — Волгоград: Издательство Волгоградского государственного университета. 1997. — ISBN 5-85534-068-6

## Награды
- Орден «Знак Почета» (1986 год);
- Медаль «Ветеран труда» (1987 год);
- Нагрудный знак «Почетный работник высшего профессионального образования Российской Федерации» (2000 год);
- Медаль Волгоградского Государственного Университета «За заслуги» (2000 год);
- Почетное звание «Заслуженный деятель науки Республики Калмыкия» (2005 год);
- Знак «Президентская программа подготовки управленческих кадров для организаций народного хозяйства Российской Федерации» (2007 год).